# ستيف براون (لاعب كرة قدم)
ستيف براون (بالإنجليزية: Steve Brown)‏ (13 مايو 1972 ببرايتون في المملكة المتحدة - ) هو مدرب كرة قدم ولاعب كرة قدم بريطاني في مركز الدفاع. لعب مع تشارلتون أثلتيك ونادي ريدنغ.

## وصلات خارجية
- ستيف براون على موقع قاعدة بيانات كرة القدم.إي يو (الإنجليزية)
- ستيف براون على موقع Soccerbase.com (لاعب) (الإنجليزية)
- ستيف براون على موقع عالم كرة القدم.نت (الإنجليزية)